# Surfin’ USA
Surfin’ USA – drugi album studyjny amerykańskiej grupy muzycznej The Beach Boys. Wydawnictwo ukazało się 25 marca 1963 roku nakładem wytwórni muzycznej Capitol Records. Nagrania dotarły do 2. miejsca listy Billboard 200 w Stanach Zjednoczonych.
Na płycie znalazł się prawdopodobnie jeden z najpopularniejszych utworów formacji zatytułowany „Surfin’ U.S.A.”, jednak muzykę do tego utworu skomponował Chuck Berry, a grupa dokonała plagiatu do piosenki Berriego „Sweet little Sixteen”. Kompozycja dotarła m.in. do 3. miejsca listy Billboard Hot 100 i 1. miejsca kanadyjskiej listy przebojów. W latach późniejszych piosenka była wielokrotnie interpretowana m.in. przez takich wykonawców i grupy muzyczne jak: Papa Doo Run Run, The Jesus and Mary Chain, Blind Guardian, Melt Banana, Aaron Carter czy Pennywise.

## Lista utworów
Opracowano na podstawie materiału źródłowego.
| 1. | „Surfin’ U.S.A.” (Berry)                    | 2:31  |
|    |                                             |       |
| 2. | „Farmer’s Daughter” (Wilson)                | 1:52  |
|    |                                             |       |
| 3. | „Misirlou” (Leeds, Roubanis, Russell, Wise) | 2:05  |
|    |                                             |       |
| 4. | „Stoked” (Wilson)                           | 2:02  |
|    |                                             |       |
| 5. | „Lonely Sea” (Usher, Wilson)                | 2:25  |
|    |                                             |       |
| 6. | „Shut Down” (Christian, Wilson)             | 1:52  |
|    |                                             |       |
|    |                                             | 12:47 |
|    |                                             |       |

| 1. | „Noble Surfer” (Wilson)                       | 1:54  |
|    |                                               |       |
| 2. | „Honky Tonk” (Butler, Doggett, Glover, Scott) | 2:05  |
|    |                                               |       |
| 3. | „Lana” (Wilson)                               | 1:43  |
|    |                                               |       |
| 4. | „Surf Jam” (Wilson)                           | 2:14  |
|    |                                               |       |
| 5. | „Let’s Go Trippin’” (Dale)                    | 2:00  |
|    |                                               |       |
| 6. | „Finders Keepers” (Wilson)                    | 1:40  |
|    |                                               |       |
|    |                                               | 11:36 |
|    |                                               |       |

## Twórcy
Opracowano na podstawie materiału źródłowego.
- Brian Wilson – wokal, gitara basowa, keyboard
- Mike Love – wokal, saksofon
- Dennis Wilson – wokal, perkusja
- Carl Wilson – wokal, gitara prowadząca, keyboard
- David Marks – gitara rytmiczna
- Chuck Berry („Surfin’ USA”, „Sweet little Sixteen”)